# Radclive
Radclive is een plaats in het bestuurlijke gebied Aylesbury Vale, in het Engelse graafschap Buckinghamshire met 236 inwoners. Radclive maakt deel uit van de civil parish Radclive-cum-Chackmore.